# 北米自由貿易協定
北米自由貿易協定（ほくべいじゆうぼうえききょうてい、英語: North American Free Trade Agreement、頭字語: NAFTA）は、アメリカ合衆国、カナダ、メキシコによって署名され、北アメリカにおいて3か国による貿易圏を生み出した自由貿易協定である。1992年12月17日に署名され、1994年1月1日に発効した。2020年7月1日にアメリカとカナダ間の米加自由貿易協定の後継である米国・メキシコ・カナダ協定が発効したことにより終了した。NAFTAには、環境問題に関する補完協定（North American Agreement on Environmental Cooperation、略称NAAEC）と労働問題に関する補完協定（North American Agreement on Labor Cooperation、略称NAALC）という付随する2つの補完協定がある。
ほとんどの経済分析は、NAFTAが北米の経済と一般市民にとって有益であることを示しているが、貿易競争に晒されている産業では少数の労働者に害を及ぼした。経済学者はNAFTAからの撤退や貿易障壁を再確立するNAFTAの再交渉は、米国経済と生産コストに悪影響を与える、メキシコは、短期的にも長期的にも、雇用の喪失と経済成長の低下により、さらに深刻な影響を受けるとの見解をもっている。
2018年9月30日に、米国、メキシコ、カナダがNAFTAを米国・メキシコ・カナダ協定（USMCA）に置き換えることに合意したことが発表された。USMCAは、加盟国による2017年から2018年にかけてのNAFTAの再交渉の結果であり、NAFTAはUSMCAの発効により効力を失った。

## 名称
参加している各国の公用語による名称は以下の通り。英称の頭字語 "NAFTA"（英語発音: [ˈnæftə], ナフタ）が日本語でもしばしば用いられる。
- 英語: North American Free Trade Agreement 頭字語：NAFTA
- フランス語: Accord de libre-échange nord-américain 頭字語： ALÉNA
- スペイン語: Tratado de Libre Comercio de América del Norte 頭字語： TLCAN, TLC

## 概要
域内の人口は約4億5751万人（アメリカ約3億1085万人、カナダ約3433万人、メキシコ約1億1232万人、すべて2010年）、GDPは約17兆1,918億ドル（うちアメリカが約14兆6,241億ドル、2010年）に達する。（欧州連合は2010年現在27か国、域内人口は約5億0210万人、GDPは約16兆1,068億ドル）
NAFTA成立以降、域内の貿易は拡大し、特にメキシコではマキラドーラが成長しアメリカとの国境地帯の所得はNAFTA発効後の10年間で15.5%増加した。逆にアメリカでは職がメキシコに流出したとして批判された。アメリカの域内での貿易赤字は2010年で約7.5兆円で、これはアメリカの総貿易赤字の26.8%にあたる。
交渉の段階では農業の分野が特にメキシコで懸念されたが、1994年から2001年の間にメキシコの農産物の輸出は9.4%増加したのに対し農産物の輸入の増加は6.9%だけであった。

## 他の経済圏などとの比較
| 国数 | 地域･国名                  | 人口 （億人） | GDP （兆USドル） | 一人当りGDP （USドル） |
| ---- | -------------------------- | ------------- | ---------------- | ---------------------- |
| 3    | 北米自由貿易協定 (NAFTA)   | 4.80          | 21.14            | 43,885                 |
| 27   | 欧州連合 (EU)              | 5.11          | 18.40            | 35,939                 |
| 10   | 東南アジア諸国連合 (ASEAN) | 6.38          | 2.55             | 4,000                  |
| 1    | 中華人民共和国             | 13.79         | 11.99            | 8,123                  |
| 1    | 日本                       | 1.27          | 4.90             | 38,443                 |
| 1    | ブラジル                   | 1.90          | 2.02             | 10,609                 |
| 1    | ロシア                     | 1.41          | 1.47             | 10,406                 |
| 1    | インド                     | 11.91         | 1.43             | 1,200                  |
| 1    | オーストラリア             | 0.22          | 1.21             | 54,087                 |

- 値は2016年時点のもの。GDPは変動為替ベース。

## 交渉、署名、批准及び改定 (1988年-1994年)

### 交渉

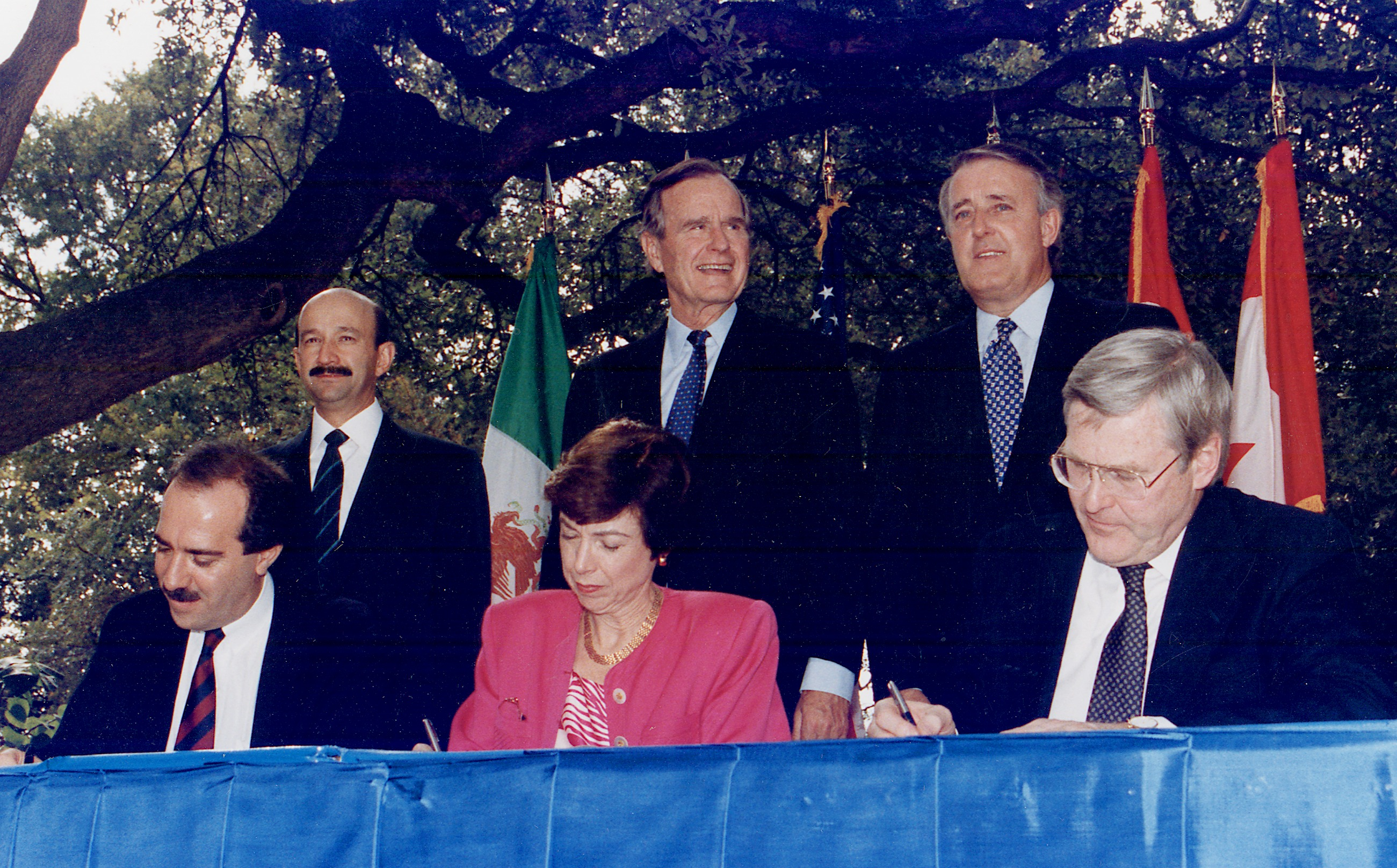
1992年10月の北米自由貿易協定草案確定式。後列左から、Carlos Salinas de Gortariメキシコ大統領, George H. W. Bush米国大統領、Brian Mulroneyカナダ首相。前列左から、Jaime Serra Pucheメキシコ商工大臣、Carla Hills米国通商代表、Michael Wilsonカナダ国際貿易大臣。

北米自由貿易圏の推進は、1979年11月に大統領立候補を発表したときに選挙運動の公約としたロナルド・レーガン米国大統領により始められた。カナダと米国は、1988年に米加自由貿易協定（FTA）を締結し、まもなくカルロス・サリナス・デ・ゴルタリメキシコ大統領は、ジョージHWブッシュ大統領に、ラテンアメリカの債務危機に伴う外資導入のための同様の協定を提案することに決めた。両首脳の交渉開始により、米加自由貿易協定による優位が米国とメキシコとの二国間協定によって損なわれることを恐れたブライアン・マルルーニーカナダ政権は、米国とメキシコの協議に参加することを求めた。

### 署名
1990年までの外交交渉の後、3国の指導者は1992年12月17日にそれぞれの首都で協定に調印した。署名された協定は各国の議会又は上院によって批准される必要があった。

### 批准

#### カナダ
米加自由貿易協定は、カナダにおいて激しい論争が行われ国論が二分され、1988年のカナダ総選挙の争点となっていた。
その選挙では、多くのカナダ人が反自由貿易政党（自由党と新民主党）に投票したが、両党へ票が分かれたことは、自由貿易派の進歩保守党が選挙で多数の議席と獲得し政権につくことを意味した。マルルーニーと進歩保守党は議会の多数を占めたため、米加FTAとNAFTAに批准する法案を簡単に可決することができた。
しかしながら、彼は保守党の党首と首相の座をキム・キャンベルに明け渡した。キャンベルと進歩保守党は、1993年の総選挙でNAFTAの再交渉または破棄を唱えるジャン・クレティエンが率いる自由党に大敗した。クレティエンはその後2つの補完協定について新しいアメリカの大統領と交渉した。アメリカでは、任期終了を間近に控えたブッシュ大統領が署名のために「速いトラック」のように活動したが、批准の要求にこたえ、協定を施行することには間に合わず、後任のビル・クリントン大統領に任せることになった。

#### アメリカ
議会への送付に先立ち、クリントンは労働者と環境を保護し、多くの議員が抱いていた懸念を和らげるための労働問題に関する補完協定（NAALC）と環境問題に関する補完協定（NAAEC）という付随する2つの補完協定を追加した。米国は相手国に対し自国と同様の環境政策と規制の遵守を求めた。多くの時間を費やした検討と感情的な議論の末、1993年11月17日、米国下院は、234対200で、北米自由貿易協定実施法を可決した。協定の賛成者には、132人の共和党議員と102人の民主党議員が含まれていた。法案は1993年11月20日、61対38で上院を通過した。上院での賛成者には34人の共和党議員と27人の民主党議員が含まれていた。クリントンは1993年12月8日に法律に署名した。協定は1994年1月1日に発効した。クリントンはNAFTAの法案に署名した際、「NAFTAは雇用を生み出す。アメリカ人の雇用、それも給料のいいアメリカの雇用を。もしそう信じていなかったら、私はこの協定を支持しなかった」と述べた。NAFTAは、それまでの米加自由貿易協定に置き換わった。

#### メキシコ
NAFTA (スペイン語ではTLCAN) は、1993年11月22日にメキシコ上院で承認され、1993年12月8日にメキシコ官報で公布された。
NAFTAを実施するための政令と、NAFTAにメキシコの法に適合させるための様々な改正が1993年12月14日に公布され、1994年1月1日に発効した。

## 条項
NAFTAの目標は、アメリカ、カナダ及びメキシコ相互の間で貿易と投資を行う際の障壁をなくすことだった。NAFTAの発効は1994年1月1日で、メキシコからアメリカへの輸出の半分以上とアメリカからメキシコへの輸出の3分の1以上の品目の関税が即時に撤廃された。協定の発効から10年以内に、アメリカからメキシコへの輸出の農産物の一部を除く、アメリカとメキシコのすべての関税は撤廃されることになった。アメリカとカナダの間の貿易は既にほとんどの関税が撤廃されていた。NAFTAは非関税障壁の撤廃と製品の知的財産権の保護も模索していた。
第20章は、NAFTAの適用及び解釈に対する紛争の国際的解決のための手続を規定している。これは、カナダ - 米国自由貿易協定第69章 をモデルにしている。NAFTAの裁定員の名簿には、アリス・デジャルダン、ジョン・マクスウェル・エヴァンス、コンスタンス・ハント、ジョン・リチャード、アーリン・M・アダムズ、スーザン・ゲッテンダーナー、ジョージ・C・プラット、チャールズ・B・レンフルーとサンドラ・デイ・オコナーのような多くの元判事を含んでいる。
NAFTAの一部は、3加盟国の各国政府職員からなる技術ワーキンググループによって執行されている。

### 知的財産権
1993年制定・1994年施行の北米自由貿易協定施行法 (North American Free Trade Agreement Implementation Act) によってアメリカの著作権法は一部が改正され、パブリック・ドメインの状態になった映画に関するNAFTA域内での著作権の概念の変更は1994年制定・1995年施行のウルグアイ・ラウンド協定法の伏線となった。

### 環境
NAFTAの環境への影響についての国民の懸念に対処することがなければ、NAFTAに対する米国議会の承認は不可能だったであろう。クリントン政権は、1994年に環境協力委員会（CEC）を創設することとなるカナダ及びメキシコとの環境上の補足協定（環境協力に関する北米協定（NAAEC））を交渉した。途上国と2つの先進国の間の最初の地域貿易協定であるNAFTAが環境への負の影響を及ぼしかねないという懸念を緩和するため、当該委員会は環境事後評価 を実施することを義務付けられた。NAFTAと環境についての当初の想定に、即ち、NAFTAが3カ国が環境規制について「最下位への競争」を創出するとか、NAFTAは政府に環境保護を強化するよう圧力をかけているとかの懸念などについて、貿易自由化の環境評価のための最初の事後枠組みの1つを作成した。CECは、NAFTAの環境への影響を評価するための4回のシンポジウムを開催し、主要な独立した専門家によるこの件に関する47件の論文を委託した。

### 農業
最も初期の交渉から、WTOの枠組みの中で締結されたほぼすべての自由貿易協定と同様に、農業はNAFTA内で議論の的となった事項であったし、今のそうである。農業は三国間での交渉は行われていない唯一の部分であり、代わりに、各国の間で3つの別々の協定が締結された。カナダ・米国の協定は農産品に（主に砂糖、乳製品、および家禽製品）に関し大幅な制限と割当を含んでいる。一方、メキシコ - 米国。協定は撤廃期間の枠組みの中でより広い自由化を行っている（これは、農業に関して署名された最初の南北自由貿易協定である）。

### 交通インフラ
NAFTAは、カナダ、メキシコの間の道路輸送のためのCANAMEX回廊を設立し、また、鉄道、パイプライン及び光ファイバー通信インフラストラクチャーの利用を提案した。これは、1991年の米国沿岸地上輸送効率化法の下で、優先度の高い回廊となった。

### 第11章
もうひとつの議論となっている問題はNAFTAの第11章に含まれる投資家対国家の紛争解決の義務である。第11章は、メキシコ、カナダまたはアメリカ政府（又は国際法上責任ある何者か、例えば県、州や自治政府など）が国際法に反した行動をとったとき、企業又は個人が賠償のために提訴することを認めている。
この章は重要な社会問題や環境問題を考慮していないことを含む様々な理由から、アメリカ、メキシコ とカナダ の団体によって批判されている。 カナダでは、カナダ評議会（the Council of Canadians）を含む一部の団体が、11章の合憲性をめぐり、争った。彼らは一審では敗れたが、その後控訴した。
カナダのメタネックス社（Methanex Corporation）は、カリフォルニア州の州内の多くの井戸を汚染した物質であるメチルターシャリー-ブチルエーテル（MTBE）がカリフォルニア州での禁止によりメタノール販売に損害をあったとして、米国に対して9億7,000万ドルの訴訟を提起した。請求は次の理由により棄却され、同社は3万ドルの訴訟費用の支払いを命じられた。「しかし、一般国際法の問題として、一般的公共目的のための非差別規制で正当な手続きに従って制定され、外国投資家や投資に影響を与えるものは、政府がそのような規制の対象になる投資を検討している外国人投資家に規制当局から特別な約束が与えられていない限りは、外国人投資家または投資は、弁済可能で補償可能とはみなされない。」
他のケースでは、アメリカのメタルクラド社は、メキシコのサン・ルイス・ポトシ州グアダルセサルに建設しようとした有害廃棄物の処理施設の建設許可申請をメキシコの自治政府が却下した後、メキシコから1560万ドルを受け取った。この建設は様々な環境保護のために必要な条件を提示していた連邦政府によって既に承認されていた（判決文の第48パラグラフを参照）。NAFTAパネルは、自治州が環境に対する懸念の論拠に基づいて建設を禁止する権限を持っていなかったことを認定した。
イーライリリー社対カナダ政府の事件 では、カナダの医薬品特許法における有用性を要求する方法にめぐって5億ドルを請求した。アポテックスは、FDAのジェネリック医薬品の決定で失われたという機会を理由に、米国に対して5億2,200万ドルの訴訟を起こしている。
ローンパイン・リソース社対カナダ政府の事件では、ケベック州がセントローレンス水路の下での探査を妨害しようとしているため、「恣意的で変わりやすく違法な」行為と非難してカナダ政府に2億5000万ドルを請求した。ローン・パインの弁護士であるミロス・バルトキスキーは、彼の顧客の描写を「健康、安全、環境を規制するもう一つの挑発的な多国籍の挑戦的な政府の能力」と批判した。
ローンパインリソースはデラウェア州で設立され、カルガリーに本社を置き、2011年5月25日に、ニューヨーク証券取引所で新規株式公開（IPO）を行い、1500万株を1株13ドルで売り出し、195万ドルを調達した。
Barutciski は、「NAFTA及び他の投資家保護条約は、ケベック州の同じ法律により廃止された許可を認めているカナダの企業は、補償を支払うことを明示的に禁じているが、憲法が財産権を州の手に置いているため、この場合の国内法人に対するカナダ裁判所の補償はより困難になる」と述べた。]
中国との条約では、国有企業を含む中国の投資家に同様の権利を拡張している。

### 第19章
NAFTAの第19章は、従来の司法審査の代わりに、またはこれに加えて、反ダンピングおよび相殺関税（AD / CVD）の決定を二国間審査に委ねる貿易紛争の仕組みである。]例えば、米国では、アンチダンピングと相殺関税を課す機関の意思決定の見直しは、第3条裁判所である合衆国国際貿易裁判所で行われる。しかし、NAFTA締約国は、2つの関連するNAFTA諸国の5人の市民からなる二国間パネルに決定を訴える選択肢を有する。パネリストは、一般的に国際貿易法で経験のある弁護士である。NAFTAにはAD / CVDに関する実質的な規定が含まれていないため、AD / CVDに関わる最終的な機関決定が国内法に準拠しているかどうかを決定する義務がある。第19章は、国際法を適用するのではなく、多くの国の個人からなるパネルがある国の国内法の適用を再検討する必要とし、国際紛争解決として通常のものではない。
第19章パネルは、当局の決定が「実質的な証拠」によって支持されているかどうかを検討することが期待されている。この基準は、国内機関に重大な服従を前提としている。米国とカナダの針葉樹の紛争など、近年最も論争の的になっている貿易紛争のいくつかは、第19章パネルの前に訴訟されている。
第19章パネルによる決定に不服がある場合はNAFTA例外的異議申立委員会に異議を申し立てることができる。しかしながら、例外的異議申立委員会は通常控訴としては機能しない。NAFTAのもとでは、NAFTA紛争解決機関が整合性を脅かす重要なまた具体的な錯誤を含む決定が下された場合のみ、判決が無効にまたは差し戻される。2006年1月以降、例外的異議申立委員会に異議を申し立てる前に、第19章パネルが下した決定に異議を申し立てて成功した例はない。

## 影響

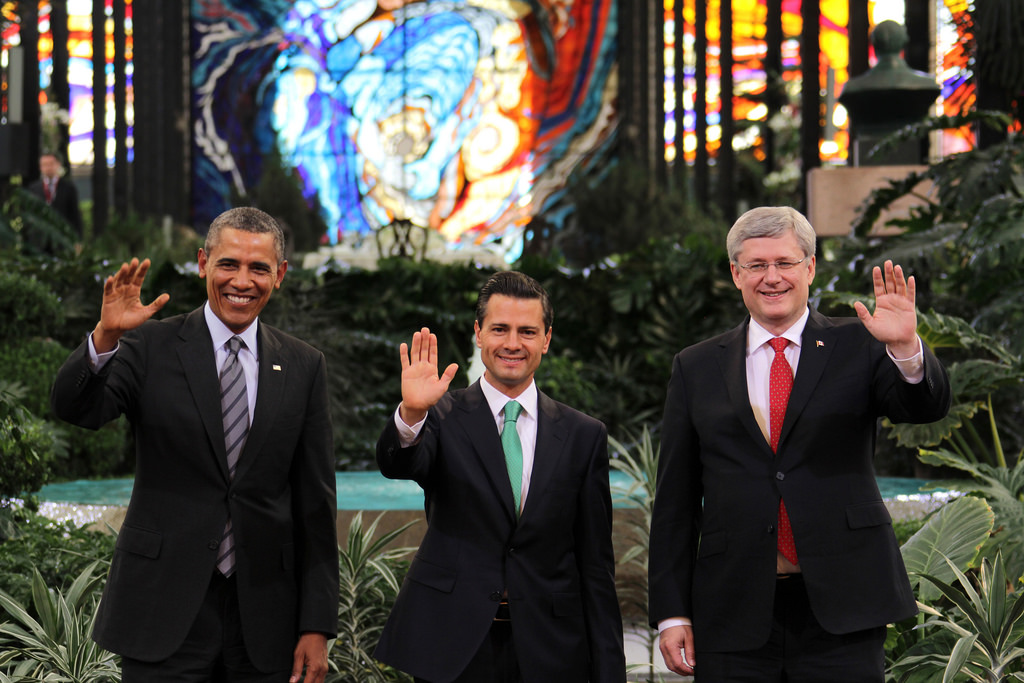
左よりバラク・オバマ（米）、エンリケ・ペーニャ・ニエト（墨）、スティーヴン・ハーパー（加）。2014年3月5日、メキシコのメヒコ州トルーカで開催された第6回北米首脳会談にて。

### カナダ

#### 歴史的背景
2008年の米国とメキシコへのカナダの輸出額は3,813億ドルで、輸入額は2,451億ドルであった。トロント大学経済学者ダニエル・トレフラーの2004年の論文によると、NAFTAは2003年にカナダに大きな正味利益をもたらし、関税が大幅に引き下げられた業界では長期生産性が最大15%増加した。低生産性工場の縮小は雇用を減少させたが（既存の職種の最大12%）、これらの雇用損失が生じたのは10年未満であった。全体的に見て、カナダの失業率への影響は不明とである。トレフラーは、このトレードオフに言及して、貿易政策における重要な問題は、「長期的な利益と短期的な労働者やその他の人々による調整費用の両方を認識する方法で工業化された経済においてより自由な貿易がどのように実施されるのか」を理解することである。
2007年の調査によると、NAFTAは「国際貿易量に大きな影響を及ぼしたが、価格と福祉には穏やかな影響を及ぼす」という結果が得られた。
NAFTAの貿易関税が引き下げられた2012年の調査によると、関係国との貿易は、米国では41%、メキシコでは118%増加したのに対し、カナダではわずか11%の増加にとどまった:3。また、米国及びメキシコは、関税削減によりそれぞれ0.08%と1.31%の福祉の増加があったのに対し、カナダでは0.06%の低下があった:4。

#### 現在の問題
外交問題評議会（CFR）公共政策シンクタンクの報告書を基礎とするニューヨーク市による2017年の報告によれば、農産物における二国間の貿易は、1994年から2017年までのあいだで3倍に拡大し、米国とカナダとの貿易においてカナダが米国の農業分野における主要輸入国となっていることにおいてNAFTAの最大の経済効果の一つであると考えられている.。米国向けの製造業の雇用を失うというカナダの懸念は、製造業の雇用が「安定」していることで実現しなかった。しかし、カナダの労働生産性水準が米国の72%に達した点において、両国間の「生産性格差」を克服するという希望も実現しなかった。
2018年のシエラクラブ報告書によれば、NAFTAとパリ協定に基づくカナダの約束は矛盾している。パリ協定は自主的であり、NAFTAは義務的である。
「カナダ人評議会」が発表した2018年のゴードン ラックセラー報告によれば、NAFTAの第605条のエネルギー比例規則は、アメリカ人が「カナダの石油と天然ガスのほとんどに最初から無制限にアクセスできる」ことを保証し、カナダは、国内が不足であっても石油、天然ガス、電力の輸出（石油は算出の74%、天然ガスは算出52%までは）を削減できない。1993年にNAFTAが署名されたときに論理的に見えるこれらの規定はもはや適切ではない:4。：カナダ人評議会は、環境保護を促進し、開発奨励でタールサンドと水圧破砕法による開発奨励に対するNAFTAの役割に対して反対している。
ドナルド・トランプは非現実的なほぼ300%となる酪農税に怒って、カナダをNAFTAから追放することを計画している。1972年以来、カナダは「供給管理」システムで操業しており、米国はこれを圧迫しようとしており、特に乳業に焦点を当てている。しかし、これはまだ実施されていない。なぜなら、国の酪農場の約半分を保有するケベック州は供給管理を依然として支援しているからである。

### メキシコ
マキラドーラ（部品を輸入して輸出品を生産するメキシコの組立工場）はメキシコの貿易のランドマークとなっている。これらはアメリカからメキシコに移ってきたものであり、アメリカの失業の原因として議論になった。マキラドーラ部門の収入は、1994年にNAFTAが実施されて以来15.5%増加している。他の部門は現在、自由貿易協定から利益を得ており、ここ5年で国境を接していない州からの輸出の割合は増加したのに対し、国境を接している州からの輸出は減少している。このことはトルーカ、レオンやプエブラなど国境を接していない地域の素早い成長を可能にし、三つの都市はティフアナ、シウダー・フアレスやレイノサの人口を上回った。
メキシコと米国の農業合意の全体的な影響が争われている。メキシコは効率的な鉄道や高速道路などの競争に必要なインフラに投資していなかった。メキシコの農産物輸出は1994年から2001年にかけて毎年9.4%増加し、輸入は同期間に年間わずか6.9%増加した。
最も影響を受ける農業部門の1つは肉産業である。メキシコは、1994年以前の米国輸出市場の小規模輸入国から2004年には2番目に大きい米国の農産物輸入国に移行し、NAFTAはこの変化の主要な要因となる可能性がある。自由貿易は両国間のビジネスを妨げた障害を取り除き、メキシコは米国の肉用市場を拡大し、米国の肉産業の売上高と利益を増加させた。同時にメキシコの1人当たりGDPの著しい増加は肉の消費パターンを大きく変え、1人当たりの肉消費量が増加している。
NFTA以降、メキシコではトウモロコシの生産が増えている。しかし、トウモロコシの内部需要はメキシコの供給を超えて増加しており、メキシコが最初に交渉した数量をはるかに上回る輸入が必要となっている。ザヒナーとコイルも国際価格に調整したメキシコのトウモロコシの価格は、大幅に減少していることを指摘したが、前大統領のビセンテ・フォックスが拡張した補助金計画により、生産は 2000年以来、安定している。農業補助金、特にトウモロコシの補助金の削減は、メキシコ農民の害を減らす方法として提案されている。
A2001年のャーナル・オブ・エコノミクス・パースペクティブの既存の文献のレビューでは、NAFTAがメキシコにとってネットで利益があることが判明した。2003年では、メキシコでの商取引の80%は、米国のみでの商業販売で達成され、メキシコにおける商取引の80%は米国のみで達成され、商業販売黒字は、世界の他国との赤字と相まって、メキシコの輸出に依存した。これらの影響は2001〜2003年に明らかであった。その景気後退の結果は、メキシコの輸出に対しては低いか否定的なものであった。
2015年の調査によると、NAFTAの関税引き下げの結果、メキシコの福祉は1.31%増加し、メキシコの域内貿易は118%増加した。不平等と貧困は、メキシコの最もグローバル化の影響を受けた地域で減少した。2013年と2015年の調査によれば、メキシコの小規模農家は大規模農家よりもNAFTAより多くの利益を得ている。
NAFTAはまた、メキシコの中産階級の台頭によって信じられている。タフツ大学の研究では、NAFTAが最大50%、メキシコでの基本的な必需品の平均コストを下げることが判った。この価格引き下げはメキシコの多くの家族にとって手持ち資金を増加させ、メキシコは毎年ドイツより多くの技術者を卒業させることができた。
新規受注の伸びは、製品の需要が増加したことを意味し、需要の増加を満たすために生産拡大と雇用率向上をもたらした。マキラドーラ産業および製造業における成長率は、2016年8月に4.7%であった。輸出入の3/4は米国とのものである。
タフツ大学の 政治学者ダニエルW. ドレズナーは、NAFTAがメキシコが真の民主主義に変わり、北アメリカと見なされる国になることを容易にしたと主張している。これにより、米国とメキシコの協力が高まった。

### アメリカ合衆国
多くのエコノミストは、NAFTAが米国にとって有益であると考えている。大手エコノミストの2012年調査では、95%の平均的な米国市民がNAFTAの恩恵を受けていると答えた。2001年のジャーナル・オブ・エコノミクス・パースペクティブの分析は、NAFTAが米国にとって実質的なメリットであることを明らかにした。2015年の調査によると、NAFTAの関税引き下げの結果、米国の福祉は0.08%増加し、米国の域内貿易は41%増加した。
NAFTAが米国の貿易雇用と投資に及ぼす影響に関する2014年の調査では、1993年から2013年の間に、米国の貿易赤字はメキシコとカナダとで170億ドルから1772億ドルに増加し、851,700人の米国の雇用を減少させた。
2015年、議会調査局は、2015年には、「カナダとメキシコとの貿易が米国のGDPの僅かな割合であることを主な理由として、NAFTAの米国経済に対する全体的な効果は比較的穏やかであるように思われる。しかしながら3カ国が経済の開放と貿易の自由化を調整したため、労働者と企業の調整費用が発生した。」と結論した。同報告書はまた、NAFTAの実施後、米国のGDPの0.5%の増加に相当する800億ドルを米国経済に追加したと推定した。
米国商工会議所は、NAFTAにより、1993年の3370億ドルから2011年には1兆2000億ドルへのカナダとメキシコとの商品・サービス貿易の増加させたと認める一方、AFL-CIOは、協定によりその間にメキシコで70万人がアメリカの製造業の雇用を転移させたと非難している。
カリフォルニア大学サンディエゴ校のゴードン・ハンソン教授は、NAFTAが米国の中国との競争を支援し、米国の雇用を救ったと語った。NAFTAの結果としていくつかの雇用はメキシコに移転したが、NAFTAがなかったら、より多くが中国に移転したであろう。

#### 貿易収支
2009年に、米国はNAFTA諸国とサービス貿易で283億ドルの黒字、2010年には946億ドル（対前年36.4%増）の貿易赤字を抱えていた。この貿易赤字は米国の商品貿易赤字全体の26.8%を占めた。国際関係センターによって出版された国際貿易に関する2018年の研究は、ネットワーク理論分析技術を用いてNAFTA生態系の貿易パターンの不規則性を明らかにした。この調査は、米国の貿易収支がアイルランドで提供されている減税機会の影響を受けることを示した。
2008年にアメリカ農業経済ジャーナル誌に発表された研究は、NAFTAが、メキシコとカナダへの米国の農産物輸出を増加させたのは、その大部分が批准の10年後に起こっていることを示した。この研究は、NAFTAを含む地域貿易協定の段階的な移行期間が貿易の流れに与える影響に焦点を当てたものである。最近、世界貿易機関(WTO)の規律の対象となった加盟国の農業貿易の増加の大半は、NAFTAや他の地域貿易協定の締結の前に非常に高い貿易障壁があったためであった。

#### 投資
米国のNAFTA諸国への対外直接投資の累積値は、（最新のデータが利用可能な）2009年において 3275億ドルとなり、2008年比で8.8%増加した。NAFTAの国における米国直接投資は、ノンバンク持株会社、製造業、金融 / 保険及び鉱業部門である。カナダとメキシコ の米国への対外直接投資は、対外直接投資の累積値は、（最新のデータが利用可能な）2009年において 2372億ドルとなり、2008年比で16.5%増加した。

### 経済と雇用
議会調査局（CRS）は、2017年5月24日の報告書で、NAFTAの米国経済への経済的影響はあまり多くないと書いている。2015年の報告では、議会調査局は、次のように複数の研究を要約した。「現実には、NAFTAは、反対派が恐れた大規模な雇用の喪失も支持者が予測した大規模な経済的も引き起こさなかった。米国経済へのNAFTAのネットとしての全体的な影響は、カナダとメキシコとの貿易が米国のGDPのわずかな割合であることが主な理由で、比較的軽微である。しかし、3カ国の経済において貿易と投資をより自由化したためを雇用と企業の調整費用が発生した」:2
多くのアメリカの中小企業は、NAFTAの下でカナダやメキシコに製品を輸出することに依存している。米貿易代表部（USTR）によると、この貿易は米国内の 14万社以上の中小企業を支援している.。
カリフォルニア大学バークレー校のブラッド・デロング経済学教授によると、NAFTAは米国の製造業に軽微な影響を与えた。デロングとハーバー大の経済学者のダニ・ロヅリックによると、米国の政治的議論において、製造業への悪影響は誇張されている].。
ジェフ・フェイクが2013年に経済政策研究に発表した記事によると、経済政策研究所、カリフォルニア州、テキサス州、ミシガン州および製造業の雇用の割合の高い他の州で最もNAFTAによる雇用喪失の影響を受けた。EPIエコノミストロバート・スコットによる2011年の記事によると、貿易協定の結果、682,900件の米国の雇用が「失われ、又は移転」した より最近の研究では、NAFTAが、自動化による製造業の雇用の損失の87%に相当する製造雇用への影響を与えたことを議会調査局の報告に同意し、説明している。

### 環境
国際経済ジャーナ誌の研究によると、NAFTAは、米国の製造業から放出された汚染を削減した。「PMの削減の平均して、ほぼ三分の二及びSO 2排出削減がNAFTAに続く貿易自由化に起因する可能性がある」と述べている。
シエラクラブによると、NAFTAは大規模な輸出志向の農業を助長し、化石燃料、農薬、GMOの使用が増加した。。NAFTAはまた、メキシコの環境破壊的鉱業活動を助長し、 カナダがタールサンド産業を効果的に規制するのを妨げ、多国籍企業が環境法制と戦うための新たな法的手段を作り出した。. 場合によっては、貿易自由化の結果、環境政策が無視された。NAFTAの第11章などの投資保護措置や非関税貿易障壁に対する措置は、より厳しい環境政策を妨げる恐れがある。NAFTAによる汚染の最も深刻な増加は、米国およびメキシコの卑金属部門、メキシコ石油部門、および輸送機器部門で見られたが、カナダでは見られなかった。

### 人材の流動性
2006年度の国土安全保障省による移民統計（2005年10月から2006年9月まで）によれば、NAFTAのもと、73880人の外国人専門家（64633人のカナダ人と9247人のメキシコ人）がアメリカへの一時入国を許可（つまり、TN status、Trade NAFTA statusの状態にある）された。さらに、彼らの家族17321人（13136人のカナダ人、2904人のメキシコ人とカナダ人やメキシコ人と結婚した第三国人の合計）が条約が定める国家の規定（TD status、treaty national's dependent status）により、アメリカに入国した。国土安全保障省は新設されたI-94の記録を国境でとっており、TN-1の許可申請には3年かかるため、アメリカで今年度末にTN statusの状態にある非移民の数は、認可が下りた数とおよそ同数である（数字が食い違っているのは、一部のTN入国者が出国したか、3年が経過する前の期限切れによるステータスの変更、以前に移住の許可を認められた移民のTNまたはTDへのステータスの変更、または以前にTNステータスが与えられていた者が期間の延長が認められたことが原因かもしれない）。
国際移住機関によると、移住者の死亡者は世界的に増加しており、. 2016年には5,604人の死者を出している。カリフォルニア州における正規書類のない農家労働者の増加は、NAFTA による当初の入国によるものとすることができるA。

## 批判と論争

### 1992年米国大統領候補ロス・ペロー
1992年の第2次大統領討論では、ロス・ペローは次のように主張した。
私たちは海外への雇用の移転をやめなければなりません。それはかなりシンプルです：あなたが工場労働者のために1時間に12ドル、13ドル、14ドルを払っていて、工場を国境の南に移動させ、労働に1時間1ドルを払うことができれば...医療費は一切かかりません環境をコントロールしたり、汚染防止や退職給付をせず、お金を稼ぐことだけは気にせず、南に向かう巨大な吸音音が出ます。
... [メキシコの]仕事が1時間に1時間から6ドルに上がったとき、私たちは1時間に6ドルに下がり、平準化されました。しかしその間に、あなたはこれらの種類の取引で国を破壊しました。
ペローは最終的に選挙を失い、勝者ビル・クリントンは1994年1月1日に発効したNAFTAを支持した。

### 法的紛争
1996年、ガソリンの添加剤であるMMTはアメリカの企業、エチル社によりカナダに持ち込まれた。そのとき、カナダの連邦政府は添加剤の輸入を禁止していた。アメリカの企業は国内貿易協定（Agreement on Internal Trade、AIT）のもと、NAFTAの第11章を利用してカナダ政府と自治体に2億100万ドルを請求する訴訟を起こそうとした。アメリカの企業は、添加剤はいかなる健康危険とも関連性がないと主張し、規制は企業活動に打撃を与えていると主張した。カナダ連邦政府は規制がAITに違反することがわかると 規制を改正し、アメリカ企業と1300万ドルで和解した。カナダ保健厚生省（現在のカナダ保健省）が調査したMMTが健康に与える研究によると、これらの排気物質の曝露に伴う健康に与えるいかなる著しい影響も見つからなかった。他のカナダの研究者とアメリカ合衆国環境保護庁はカナダ保健省の研究結果に同意せず、神経に損傷を与える可能性があるという研究結果を発表した。
米国とカナダは、カナダの針葉樹輸入に対する米国の27%の関税に対して何年も前から議論してきた。カナダは、関税を軽減のために多くの申立てを提出し、徴収された関税はカナダ側に還付された。米国がNAFTAパネルに対する上訴の機会を失った後、米国合衆国通商代表部のニック・リフトソン報道官はロブ・ポートマン代表の談話として「我々は、もちろん、NAFTAパネルの決定に失望しているが、反ダンピング関税及び相殺関税発動への影響はない。」と語った。2006年7月、アメリカ合衆国国際通商裁判所は、関税の導入がアメリカ合衆国連邦法に反しているという判決を下した。

#### 収益投資信託課税における変更。公用徴収ではない
2007年10月30日、アメリカのマーヴィンとエレイン・ゴッティーブ（Marvin and Elaine Gottlieb）はNAFTAのもと、エネルギー部門における収益投資信託に対する課税率の変更について、保守党政権による前年の決定によって何千ものアメリカの投資家が総計50億ドルの損失を出したとして訴訟を起こすつもりであると通知した。2009年4月29日、租税法におけるこの変更は公用徴収ではないという決定がなされた。

### メキシコの農家への影響
いくつかの研究は、貧しいトウモロコシ農家の収入を抑制についてのNAFTAの責任を否定している。この傾向は、NAFTAが存在する前の10年以上にわたって存在していた。また、1994年以降、トウモロコシの生産量が増加し、メキシコのトウモロコシの価格には、補助金を受けたトウモロコシの米国から輸入による測定可能な影響はなかった。この研究は、米国の農業補助金の廃止がメキシコの農家にとって有益であることに合意した。

### サパティスタ民族解放軍のチアパス州での蜂起 メキシコ
詳細は「サパティスタ民族解放軍」を参照
NAFTAの規定にはエミリアーノ・サパタが主導した1910年から1919年の革命の記念碑的存在だったメキシコの憲法27条の廃止が含まれていた。歴史的な27条によって、先住民の共用地は売却や私有化から守られていた。しかしNAFTAによって、この保証は投資する際の障壁であると定義された。27条の廃止によって、先住民族は彼らに残された土地の喪失の脅威にさらされ、またアメリカからの安い輸入品が洪水のように押し寄せた。こうして、サパティスタたちはNAFTAが先住民族に対する「死刑宣告」であるとみなすようになった。NAFTAが発効した1994年1月1日にサパティスタ民族解放軍はメキシコ国家との戦争を宣言した。

### 2016年の大統領候補からの批判
2015年9月の60分のインタビューで、2016年の大統領選挙の候補者 ドナルド・トランプは、NAFTAを「これまでに米国が締結した単一で最悪貿易協定」と呼び、選出された場合、「再交渉又は廃棄する」と発言した。貿易グループのエンプレサ調整協議会の会長のフアン・パブロ・カスタノンは、再交渉や自動車産業に集中する意欲に懸念を表明した。 多くの貿易の専門家は、NAFTAからの脱退は最大の輸出市場へのアクセスの減少、経済成長の低下、ガソリン、自動車、果物及び野菜の価格の高騰を含む、米国に意図しない影響を及ぼすと発言している。メキシコの民間イニシアチブのメンバーは、NAFTAを廃止するために、多くの法律が米国議会によって改正されなければならないと指摘した。この動きは、最終的には世界貿易機関の法的紛争につながるだろう。ワシントンポスト紙は、議会調査機関による学術文献のレビューでは、「カナダとメキシコとの貿易が米国のGDPのわずかな割合を占めていることを主な理由として、NAFTAの米国経済全体に対する正味の効果は比較的小さいと思われる」と指摘した。
民主党のバーニー・サンダース候補は、環太平洋パートナーシップ協定に反対して「NAFTA、CAFTAのような他の悲惨な貿易協定や、中国との通常貿易関係の継続」と述べた。彼は、自由貿易協定がアメリカの雇用を失い、アメリカの賃金を押し下げると考えている。サンダースは、アメリカが中国や他の地域にアウトソーシングするよりも、アメリカの労働者のための賃金の高い仕事のためにアメリカの工場を使って製造拠点を再建する必要があると言った。。

## トランプ政権の方針

### 再交渉

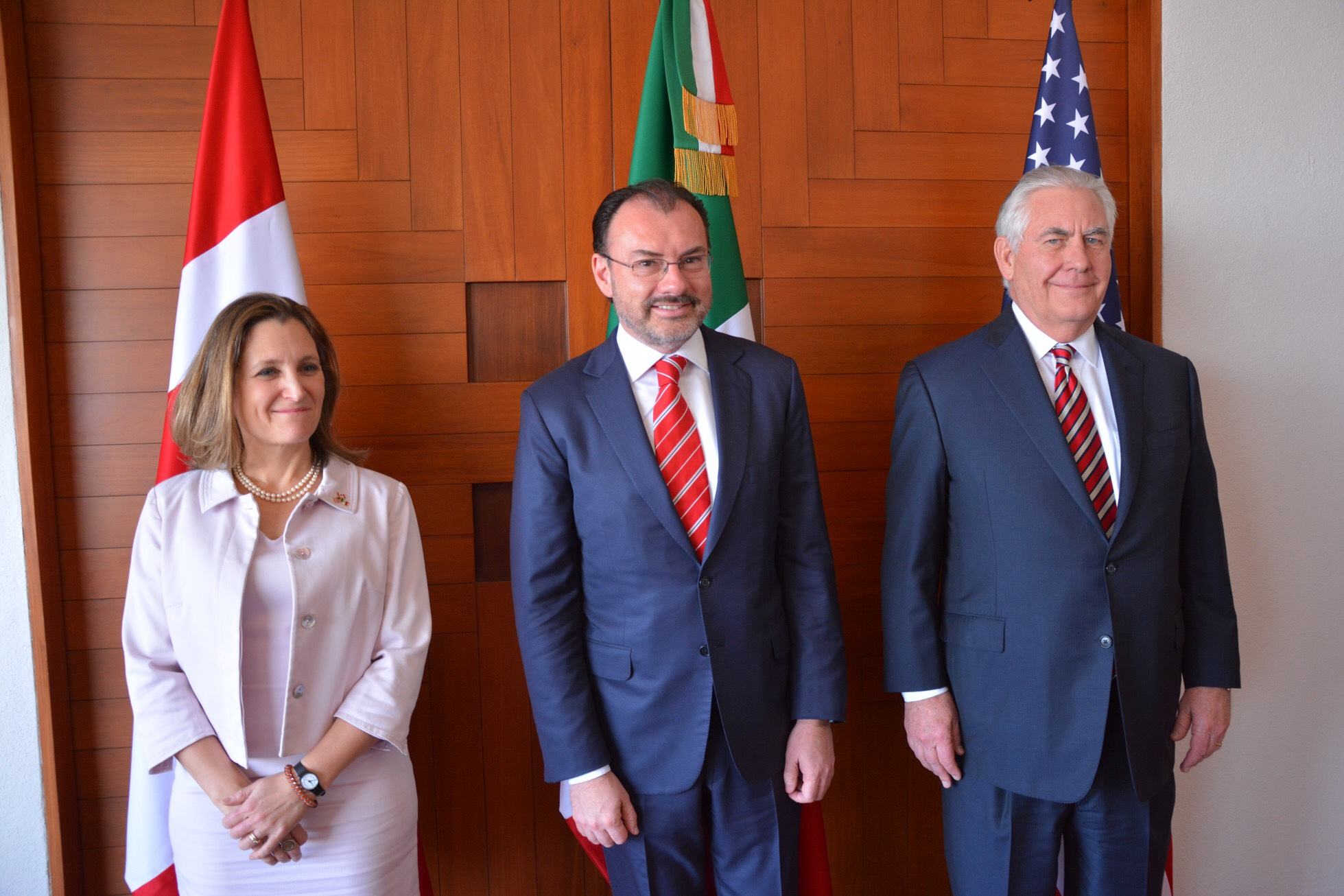
左からクリスティア・フリーランド（加）、ルイス・ビデガライ・カソ（墨）、レックス・ティラーソン（米）。2018年2月2日、メキシコシティにて。

米大統領ドナルド・トランプは選挙直後に、彼が選挙運動の争点としていた貿易問題を解決するために、NAFTAの条件の再交渉を開始すると発言した。カナダとメキシコの指導者は、トランプ政権と協力する意思を示している。NAFTAの再交渉への条件は正確な言葉をあいまいにしているが、交渉が失敗すれば、トランプはNAFTAを脱退すると脅した。
2017年7月、トランプ政権はNAFTAに対する変更の詳細なリストを提示した。最優先事項は、米国の貿易赤字の縮小であった。 政権はまた、カナダとメキシコに米国が課した関税を訴え、カナダとメキシコに対して輸入制限を課すことを制限した条項の廃止を求めた。このリストには補助金を受けた国有企業及び通貨操作についても含んでいた。
米国通商代表で表明した補助金を受けた国有企業及び通貨操作は、カナダやメキシコには当てはまらず、北米以外の国にメッセージを送るように意図されている。ピーターソン国際経済研究所のジェフリー・ショットは、リスト上のすべての懸念に対処しながら、すぐに再交渉を締結することはできないと指摘した。また、貿易赤字については何かするのは難しいと述べた。
ピーターソン国際経済研究所のチャド・ボーンによると、トランプ政権のリストは、「保護主義を好み、貿易障壁を好むという大統領の姿勢と非常に一致しているので、これは多くの点でNAFTAを自由貿易協定でないものにする。」。米国通商代表で表明した補助金を受けた国有企業及び通貨操作は、カナダやメキシコには当てはまらず、北米以外の国にメッセージを送るように意図されている。Jーターソン国際経済研究所のジェフリー・ショットは、リスト上のすべての懸念に対処しながら、すぐに再交渉を締結することはできないと指摘した。また、貿易赤字については何かするのは難しいと述べた。
2017年10月にトロントのグローブアンドメール紙に掲載された、米国が協定の再交渉を望んでいたのか又は何であれそれから遠ざかるように計画されていたかは、どうかは大規模な米国の石炭事業であるアライアンスリソースパートナーのオーナーであるケリーナイトクラフトが新任のアメリカ大使に指名されたことに表されている。カナダは炭素計画を実施しており、ボンバルディア・ジェットの売却の問題もある。「米国はワシントンで先週の和解に非常に多くの毒薬を挿入し、殺人罪で起訴されるべきだった」とコラムニストのジョン・イビットソンは書いている。
「米政府が提案しているいくつかの提案は、米国の企業や農業界からの支援がほとんどまたはまったくない。彼らが誰に利益をもたらすのかは明確ではない」とジョン・マーフィー米国商工会議所副会頭は述べた。カンザス州選出のパット・ロバーツ上院議員カンザスは、トランプの反NAFTAの動きに対する抗議を呼びかけ「問題は本当の仕事、現実の生活と現実の人々に影響を与える」と言った。カンザス州は主要な農業輸出国であり、農場グループは、NAFTAを離れることを脅かすだけでは、買い手が米国以外の情報源を探すことによって不確実性を最小限に抑える可能性があることを警告している。
第4回会談での、米国が3カ国が協定を継続することに同意しない限り、5年間で協定を終了するサンセット条項の要求について、ウィルバーロス米商務長官は、これが成立しないなら協定の合意はないと述べた。カナダのジャスティン・トルドー首相は、トランプが協定から脱退した場合、協定による改正を元に戻す法的措置を議会がとる必要があるので下院歳入委員会と会談した。
2018年6月から8月の終わりまで、米国とメキシコが二国間協議を行っていたためにカナダは協議から除外された。2018年8月27日に、メキシコと米国は、米国での自動車生産を促進する条項、製薬会社、特に高価な生物製剤の米国の製造業者に利益をもたらす製品の拡大リストについてのジェネリック医薬品に対する10年間のデータ保護期間、サンセット条項 - 16年間の有効期限で定期的に6年間の見直しを行い、追加の16年間の協定を更新することができる規定及びオンライン取引におけるメキシコの関税及び消費税の免税限度を50ドルから100ドルに引き上げること を含む改定されたNAFTAの貿易取引について二国間での合意に達したと発表した。エコノミスト誌の8月30日の記事によると、メキシコは原産地規則の基準を引き上げることに合意した。これは、関税を回避するためには、自動車部品の北米で作られなければならない割合を前回の62.5%に対して、75%とすることを意味する。自動車メーカーは現在、アジアからの安価な部分品を輸入しているので、改訂された協定の下で、消費者は車のためのより多くを支払うことになる。同様に、メキシコの自動車製造工場で労働者が平均して稼いでいる現行の2.30ドルとは対照的に、1時間当たり最低16ドルの労働者が自動車部品の約40-45%を製造しなければならないとなった。エコノミスト誌は、これを「メキシコの自動車製造をストライキジャケットに入れる」と述べた。。
カナダのトルドー首相とクリスティアフリータンド外務大臣は、カナダの利益になる場合、同協定に加わる意思があると発表した。フリーランドは、8月最後のワシントンでの交渉を行うため予定されたヨーロッパへの外交訪問をウクライナ訪問を中止して早めに切り上げ、ヨーロッパから戻った オタワシチズン紙に掲載の8月31日のカナダプレスによると、議論の中の主要な問題は、供給管理、第19章、医薬品、文化免除、サンセット条項及び最小限の閾値を含んでいた。
9月1日に、ドナルド・トランプ大統領は、カナダが要求に応えない限り新たな貿易協定から除外するとカナダに警告したが、トランプ政権が議会の承認なしにそうする権限を持っているかどうかは不明である:34-6 議会調査局報告書（2017年に出版されたものと2018年7月26日に出版されたもの）によれば、NAFTAに実質的な変更の実施される前に、トランプ大統領によって議会の承認が確保されなければならない。:34-6。
カナダと米国の交渉の期限の2018年9月30日に、トランプ政権が議会に協定を提出したときの三国協定の維持する両国間の予備的な合意が達成された。協定の新しい名称は「米国・メキシコ・カナダ協定」（USMCA）となる。

### NAFTAからの脱退の影響
ドナルド・トランプの大統領選挙後、多くの貿易専門家たちは、トランプが提案したようにNAFTAから脱退することは、米国最大の輸出市場へのアクセスの減少、経済成長の低下、ガソリン、自動車、果物、野菜の価格が上昇するであろうと発言した。最悪の影響を受ける分野は、繊維、農業、自動車であろう。
Tufts大学の政治学者、ダニエル W. ドリツナーによると、メキシコとの関係をNAFTA以前の時代に戻そうとするトランプ政権の願望は誤っている。ドリツナーは、NAFTAがメキシコが真の民主主義に変身し、北米と見なす国になることを容易にしたと主張する。トランプがメキシコとの脅威の多くに作用すれば、メキシコ人が南アメリカのいくつかの国々のように、左派の人民軍に対抗することは想像もできない。最低でも、国境警備、テロ対策、薬物戦争、追放、中米移住の管理に悪影響を及ぼし、米国とメキシコの関係が悪化することになる。
チャド・ポーン（国際経済学研究所のシニアフェロー）によれば、「貿易障壁を再確立する再交渉されたNAFTA は、原因にかかわらず雇用を失った労働者を新しい雇用機会を利用するように支援するとは考えにくい。」。
ハーバードの経済学者の、マーク・メリッツによると、「最近の調査では、NAFTAの廃止が米国の自動車生産を増やすことはないと推定されている。」。メリッツは、これは製造業の仕事を犠牲にすると指摘している。

## 環太平洋パートナーシップ協定
環太平洋パートナーシップ協定（TPP）が発効した場合、NAFTAなどの既存の協定は、TPPと矛盾しない、又はTPPよりも貿易自由化の程度の高い条項に縮小される。しかし、2017年1月に、トランプ米国大統領がTPPから脱退したため、カナダとメキシコのみがTPPに加盟する見通しである。2017年5月にカナダ及びメキシコを含むTPPの残りの11のメンバーは、米国の参加なしに貿易協定の改定を進めることに同意した。

## NAFTAに対するアメリカの世論
アメリカの国民は、北米自由貿易協定（NAFTA）に対する見解で大きく分かれており、信念の中に幅広い党派間格差がある。2018年2月のギャラップ投票で、アメリカ人の48%がNAFTAが米国に良いと答えており、46%が悪いと答えた。
アメリカ法律とビジネスレビュー（LBRA）の記事によると、NAFTAの米国の世論は、3つの問題を中心に形成されている、それは：アメリカの雇用の創設又は喪失に対するNAFTAの影響、環境へのNAFTAの影響、および米国への移民に対するNAFTAの影響である。
2016年のトランプ大統領の選挙後、NAFTAへの支持は共和党と民主党の間で非常に分極化した。ドナルドトランプは、「これまでに米国が締結した単一で最悪貿易協定」と呼び否定的な見解を示した。共和党支持者のNAFTA支持は2008年の43%から2017年に34%に減少し、民主党党支持者のNAFTA支持は2008年の41%から2017年に71%にと増加した。
メキシコとの自由貿易に関する見解についての懸念において特に、政治格差は大きい。カナダとの自由貿易については、米国の79%が公正貿易パートナーとする見方とは対照的に、メキシコが公正貿易のパートナーであると考えているのは47%に過ぎない。この格差は民主党と共和党の間で広がっている。メキシコが公正取引を実践していると民主党員の60%が信じているが共和党員ではわずか28%がそうであると信じている。これは、シカゴ・カウンシル・サーベイによって記録された民主党の最高レベルであり、共和党の最低レベルである。共和党員は、公正な貿易相手国としてカナダを民主党よりも否定的に見ている。
NAFTAは、若いアメリカ人から強い支持を得ている。2017年2月のギャラップ調査では、18 - 29歳のアメリカ人の73%が、NAFTAが米国にとって優れており、他の米国の年齢層より高い支持を示していると言っている。また、雇用されているアメリカ人よりも失業者の方が若干強い支持を得ている。NAFTAの問題は依然として主に分裂的な問題のままである。